# Nederlands Philharmonisch Orkest
Het Nederlands Philharmonisch Orkest (NedPhO) is een Nederlands symfonieorkest. Samen met het Nederlands Kamerorkest maakt het Nederlands Philharmonisch Orkest deel uit van de Stichting Nederlands Philharmonisch Orkest. Tot begin 2012 waren het orkest en de stichting gevestigd in de Beurs van Berlage in Amsterdam. Vanaf 2012 is de thuisbasis de Gerardus Majellakerk in Amsterdam, waar het Nederlands Philharmonisch Orkest en het Nederlands Kamerorkest ook repeteren en kleinschalige concerten geven. Met 130 musici in vaste dienst is de Stichting Nederlands Philharmonisch Orkest de grootste orkestorganisatie in Nederland.

## Historie
Het Nederlands Philharmonisch Orkest is in 1985 ontstaan uit een fusie van het Amsterdams Philharmonisch Orkest, het Utrechts Symfonie Orkest en het Nederlands Kamerorkest in de toenmalige vorm. Het Amsterdams Philharmonisch Orkest werd in 1953 opgericht door dirigent Anton Kersjes.

## Activiteiten
Het Nederlands Philharmonisch Orkest is een van de vaste bespelers van het Amsterdamse Koninklijk Concertgebouw. Daarnaast begeleidt het de meeste producties van De Nationale Opera in Nationale Opera & Ballet in Amsterdam. Sinds 2005-2006 heeft het orkest een eigen serie concerten in TivoliVredenburg in Utrecht, waarmee het orkest, dat mede voortgekomen is uit het Utrechts Symfonie Orkest, terug is in de Domstad. Tot 2002 had het Nederlands Philharmonisch Orkest ook een eigen serie in de Beurs van Berlage, maar door de bezuinigingen moest het orkest hiermee stoppen. Bovendien is gebleken dat de Yakult Zaal (een van de twee tot concertzaal omgebouwde zalen) gevoelig is voor geluidsoverlast vanuit de Grote Zaal van de Beurs van Berlage. Sinds 2012 heeft het orkest zijn thuisbasis in de Gerardus Majellakerk in Amsterdam.
Het orkest maakte tournees naar onder meer Duitsland, Zwitserland, Japan en Hongkong.
Het Nederlands Philharmonisch Orkest speelde met vele bekende solisten, zoals Frank Peter Zimmermann, Leonidas Kavakos, Stephen Hough, Stephen Kovacevich, Elisabeth Leonskaja, Radu Lupu, Heinrich Schiff, Natalia Gutman, Frans Helmersson, Mischa Maisky, Emanuel Ax, Truls Mørk en Collin Currie.

## Chef-dirigenten
Vanaf de oprichting van het Nederlands Philharmonisch Orkest in 1985 tot en met 2002 was Hartmut Haenchen chef-dirigent. Onder zijn leiding ontwikkelde het orkest zich tot een van de leidende Nederlandse orkesten. Haenchen leidde het orkest onder andere in de uitvoering van het complete symfonische oeuvre van Gustav Mahler. Hij bleef als gastdirigent nog lang betrokken bij de operaproducties, waaronder meerdere opvoeringen van de complete Der Ring des Nibelungen van Richard Wagner. Haenchen werd in 2003 opgevolgd door Yakov Kreizberg. Na diens overlijden in maart 2011 werd het chef-dirigentschap vanaf het seizoen 2011-2012 overgenomen door de Duitser Marc Albrecht. Met ingang van het seizoen 2021-2022 is de Zwitsers-Franse Lorenzo Viotti chef-dirigent van het orkest. In 2018 maakte Lorenzo Viotti zijn debuut bij het Nederlands Philharmonisch Orkest. Hij dirigeerde toen Stravinsky’s Petroesjka in het Koninklijk Concertgebouw. In september 2019 maakte hij vervroegd zijn debuut bij De Nationale Opera als vervanger van Sir Mark Elder in het operatweeluik Pagliacci / Cavalleria rusticana. Viotti heeft enkele grote directieconcoursen op zijn naam staan, waaronder de Nestlé Young Conductors Award van de Salzburger Festspiele in 2015. In 2017 werd hij uitgeroepen tot de ‘beste nieuwkomer’ tijdens de International Opera Awards.
Gastdirigenten die het Nederlands Philharmonisch Orkest hebben geleid zijn onder anderen Rudolf Barshai, Andrew Litton, Markus Stenz, Claus Peter Flor, Emmanuel Krivine, Yehudi Menuhin, Hans Vonk en Gerd Albrecht.
Op 20 maart 2023 dirigeerde Hartmut Haenchen het orkest voor de achthonderdste keer, in het Koninklijk Concertgebouw, en werd hij hierna benoemd tot eredirigent.

## Opnamen
Van het Nederlands Philharmonisch orkest en het Nederlands Kamerorkest verschijnen regelmatig cd-opnamen. Zowel Hartmut Haenchen als Marc Albrecht nam muziek van Mahler op met het NedPhO. Toen het orkest onder leiding kwam van Kreizberg werden werken van onder anderen Franz Schmidt, Antonín Dvořák en Richard Wagner uitgebracht. Ook op veel opera-dvd's van De Nederlandse/Nationale Opera is het Nederlands Philharmonisch Orkest te horen.
In de jaren vijftig verschenen op het platenlabel Musical Masterpiece Society/MMS talrijke opnamen van een Nederlands Philharmonisch Orkest. Dit orkest had echter niets te maken met het huidige NedPho, maar was een gelegenheidsensemble, samengesteld uit leden van (vooral) de Nederlandse omroeporkesten.